# St-Justin (Louvres)

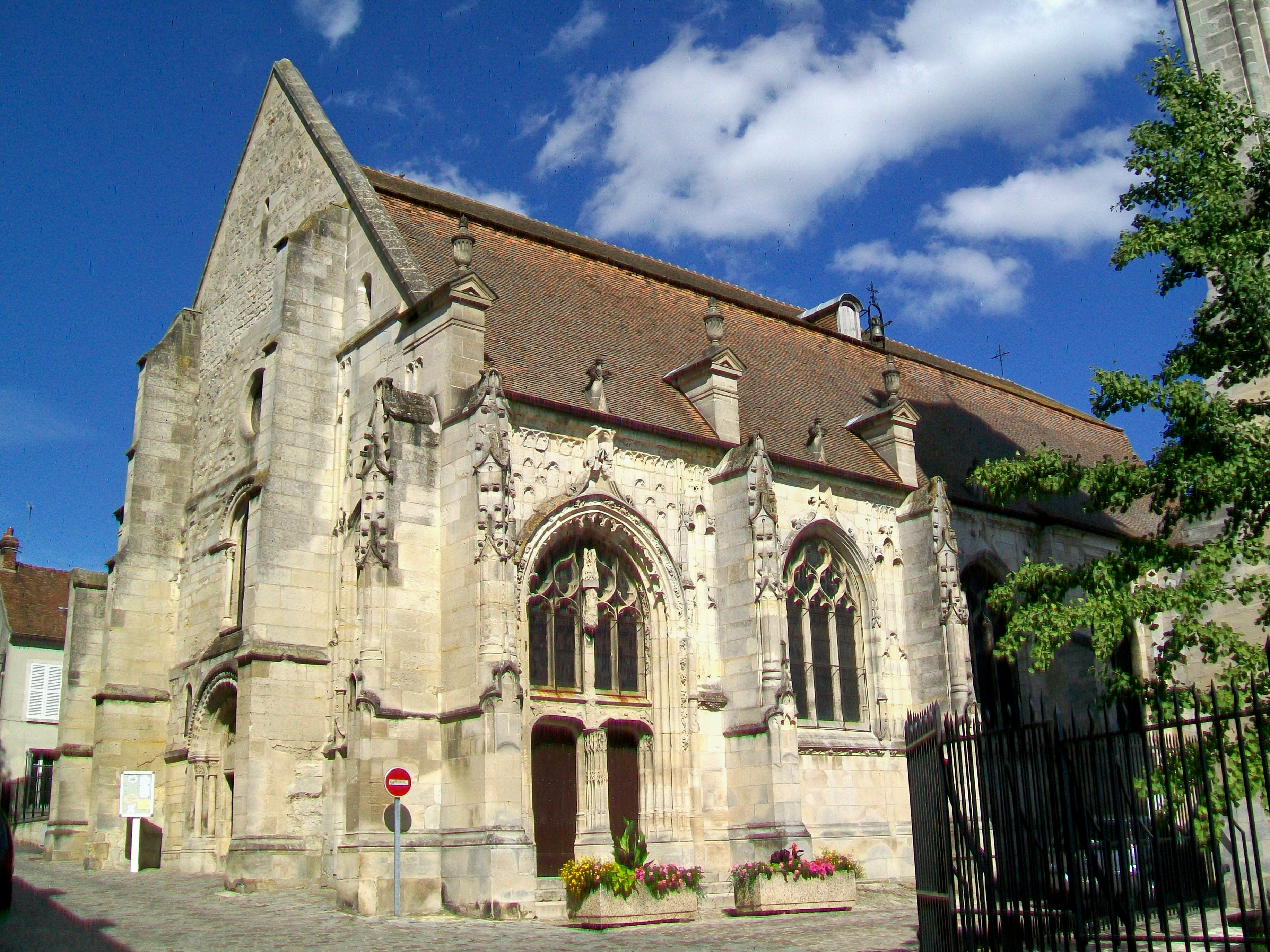
Pfarrkirche Saint-Justin

Die katholische Pfarrkirche Saint-Justin in Louvres, einer Gemeinde im Département Val-d’Oise in der französischen Region Île-de-France, ist ein romanischer Bau aus dem späten 11. Jahrhundert, der im 12. Jahrhundert erweitert und im 16. Jahrhundert im Stil der Renaissance verändert wurde. Seit 1914 steht die Kirche als Monument historique auf der Liste der Kulturdenkmäler in Frankreich.

## Geschichte

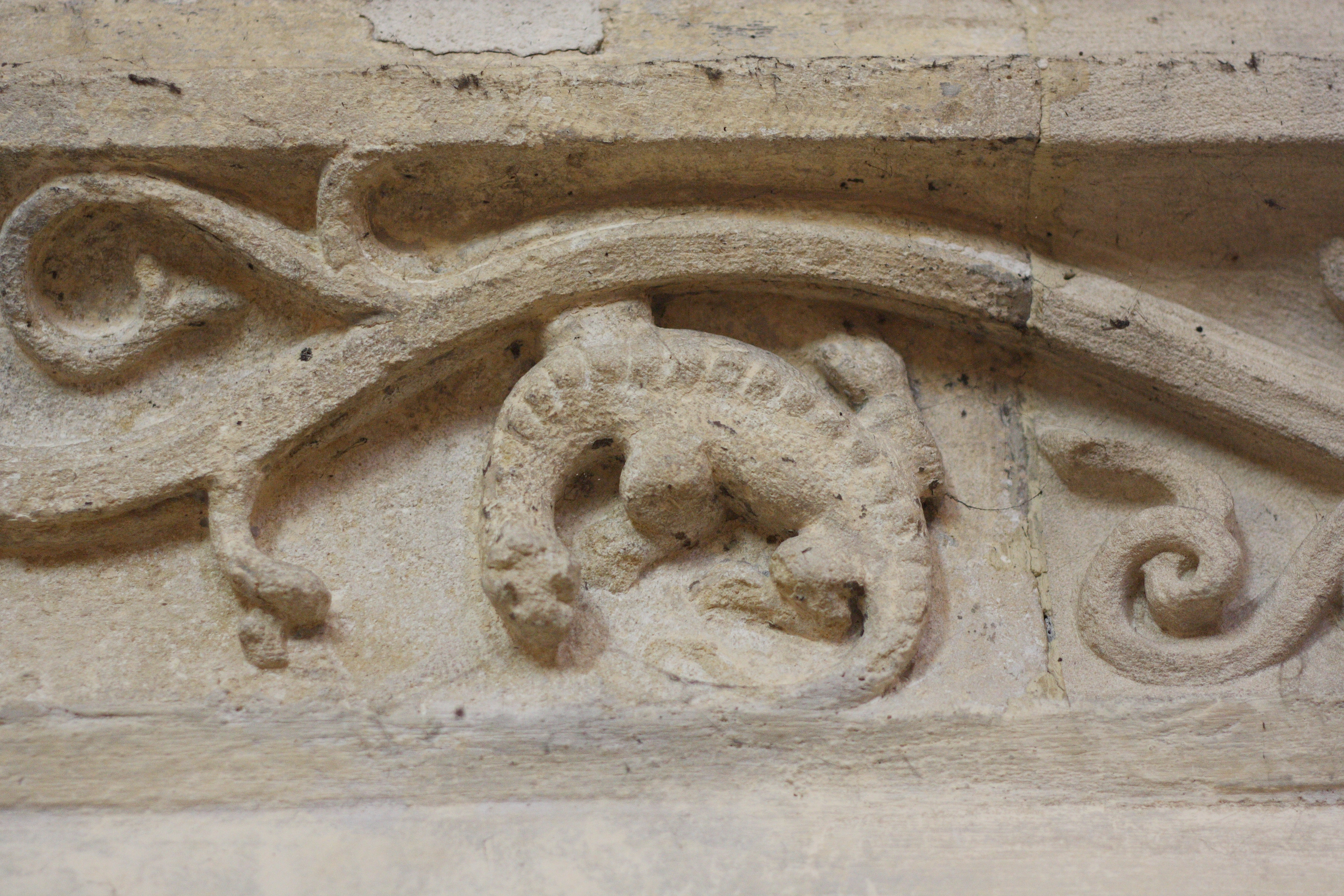
Fries mit Salamander

Auftraggeber der Kirche Saint-Justin war vermutlich der Prior der Benediktinerabtei Saint-Martin-des-Champs in Paris, der bis zur Französischen Revolution das Patronatsrecht für Louvres innehatte. Von dieser ersten einschiffigen Kirche ist nur noch das romanische Westportal erhalten. Ab der Mitte des 12. Jahrhunderts wurde die Kirche um zwei Joche im Osten und die beiden Seitenschiffe erweitert. Bei diesen Baumaßnahmen wurde die alte Kirche weitgehend abgerissen, nur die Westfassade blieb bestehen. Auf die zweite Kirche gehen vier rechteckige Pfeiler mit Säulen- und Pilastervorlagen zurück.
Im 14. Jahrhundert erneuerte man das Gewölbe des Mittelschiffs und schuf das große Chorfenster. Nach Zerstörungen während des Hundertjährigen Krieges und den Aufständen des Adels gegen Ludwig XI. wurde gegen Ende des 15. Jahrhunderts mit dem Wiederaufbau der westlichen Joche des Langhauses begonnen. Aus der Mitte des 16. Jahrhunderts stammen die Schlusssteine, Kapitelle und der Fries mit Renaissancedekor und skulptierten Salamandern, dem Emblem des französischen Königs Franz I. (1494–1547).

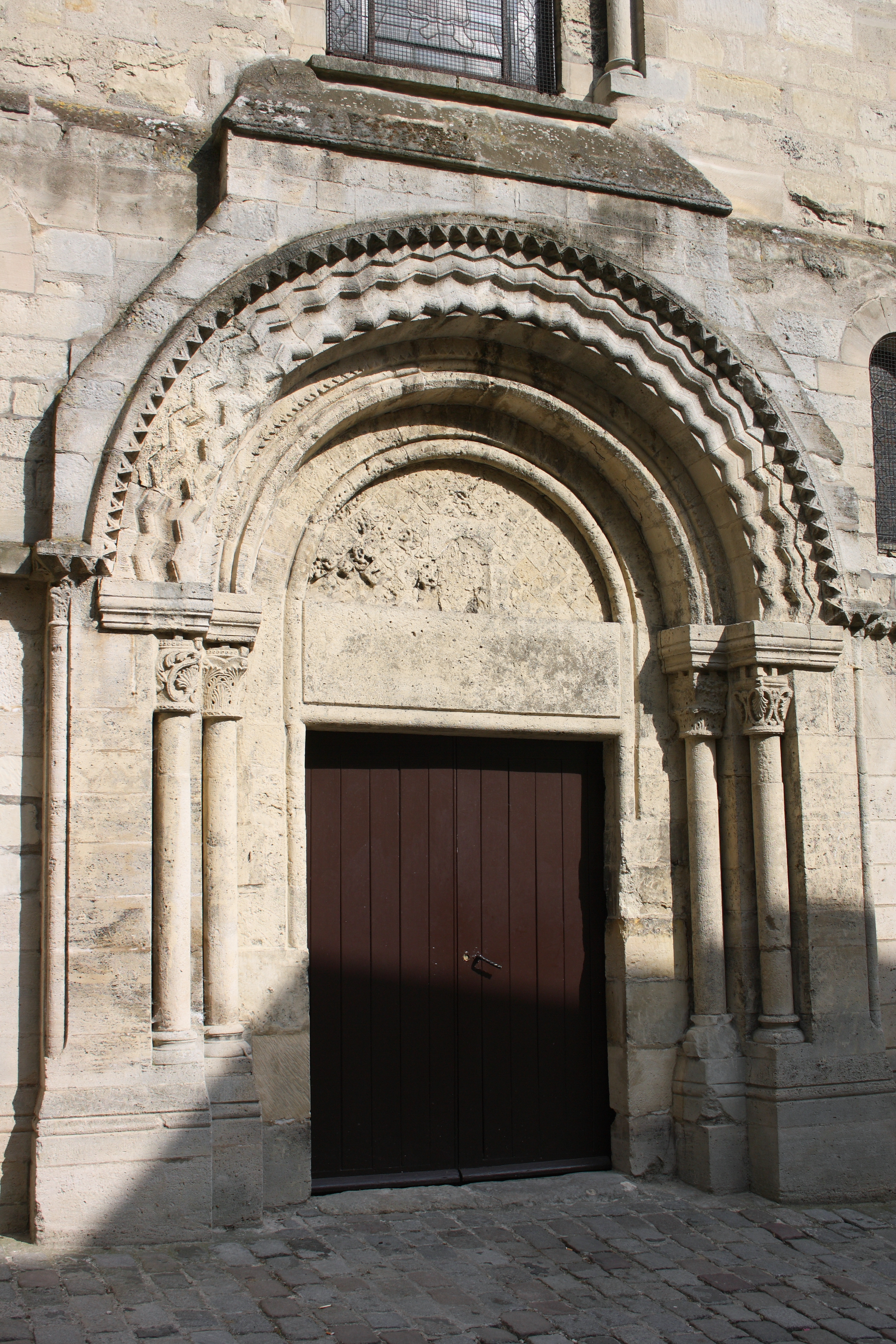
Romanisches Westportal

## Architektur

### Außenbau

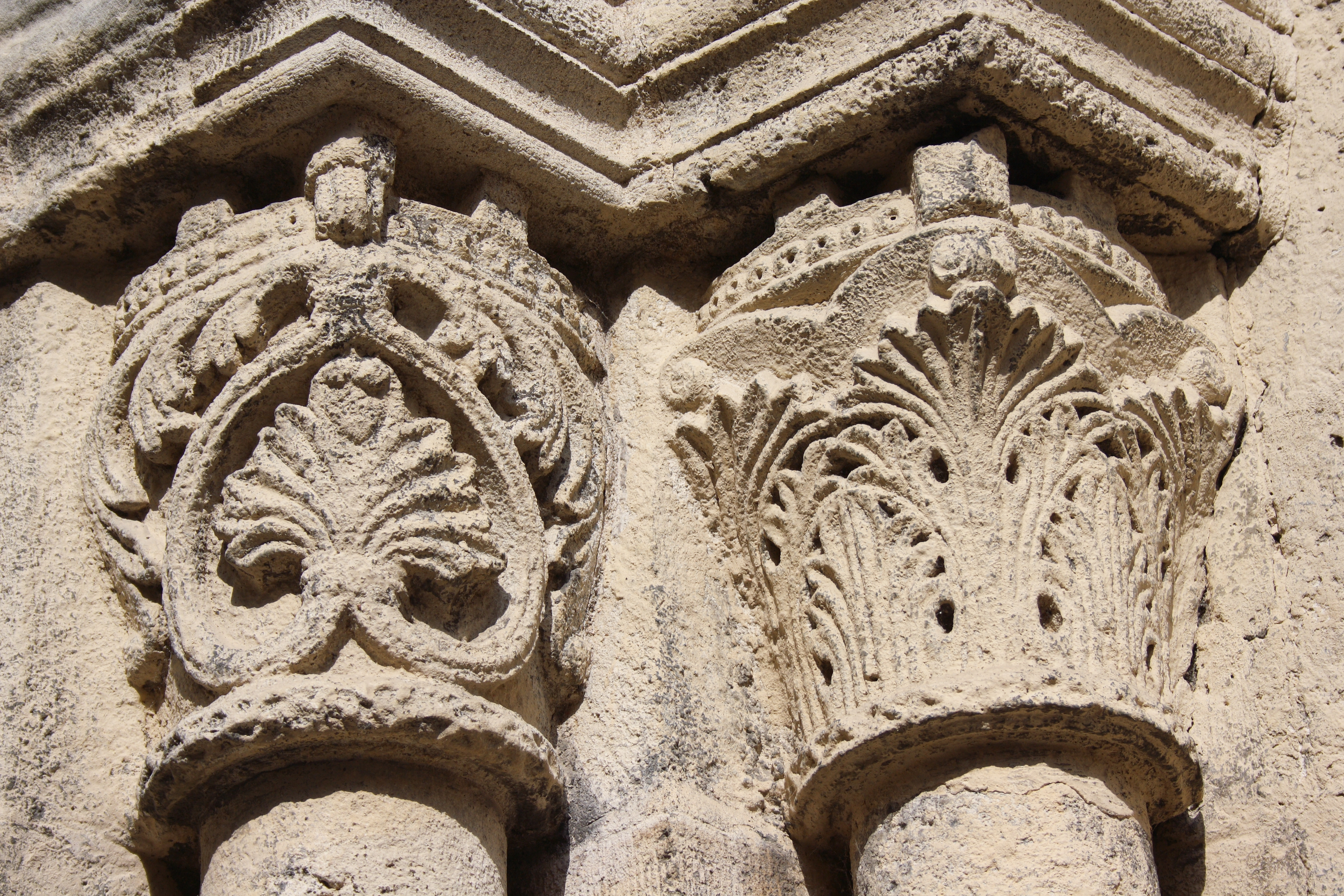
Romanische Kapitelle am Westportal

An der Westfassade befindet sich ein zweifach gestuftes romanisches Portal aus dem Ende des 11. Jahrhunderts. Es ist von Archivolten mit Zackendekor umgeben und auf beiden Seiten von zwei Säulen mit stilisierten Blattkapitellen eingefasst. Die Westfassade und die Außenmauern der Seitenschiffe, die von großen Maßwerkfenstern durchbrochen sind, werden von mächtigen Strebepfeilern gegliedert.
Der Turm Saint-Rieul, einziger Überrest der Kirche Saint-Rieul, die von der Kirche Saint-Justin nur durch eine schmale Gasse getrennt war, wird als Glockenturm genutzt. Vermutlich besaß Saint-Justin niemals einen eigenen Glockenturm.

### Innenraum

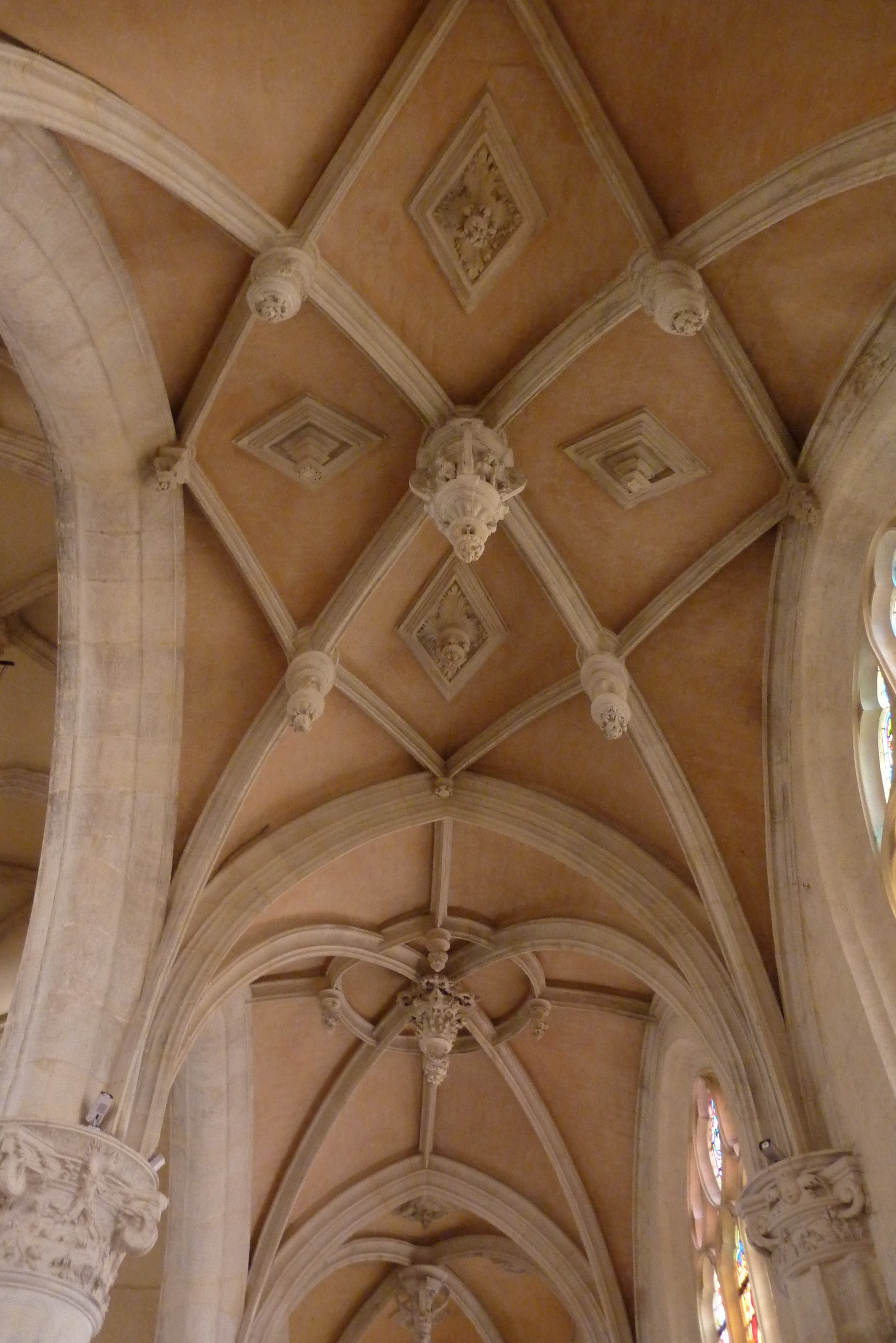
Gewölbe mit Schlusssteinen aus dem 16. Jahrhundert

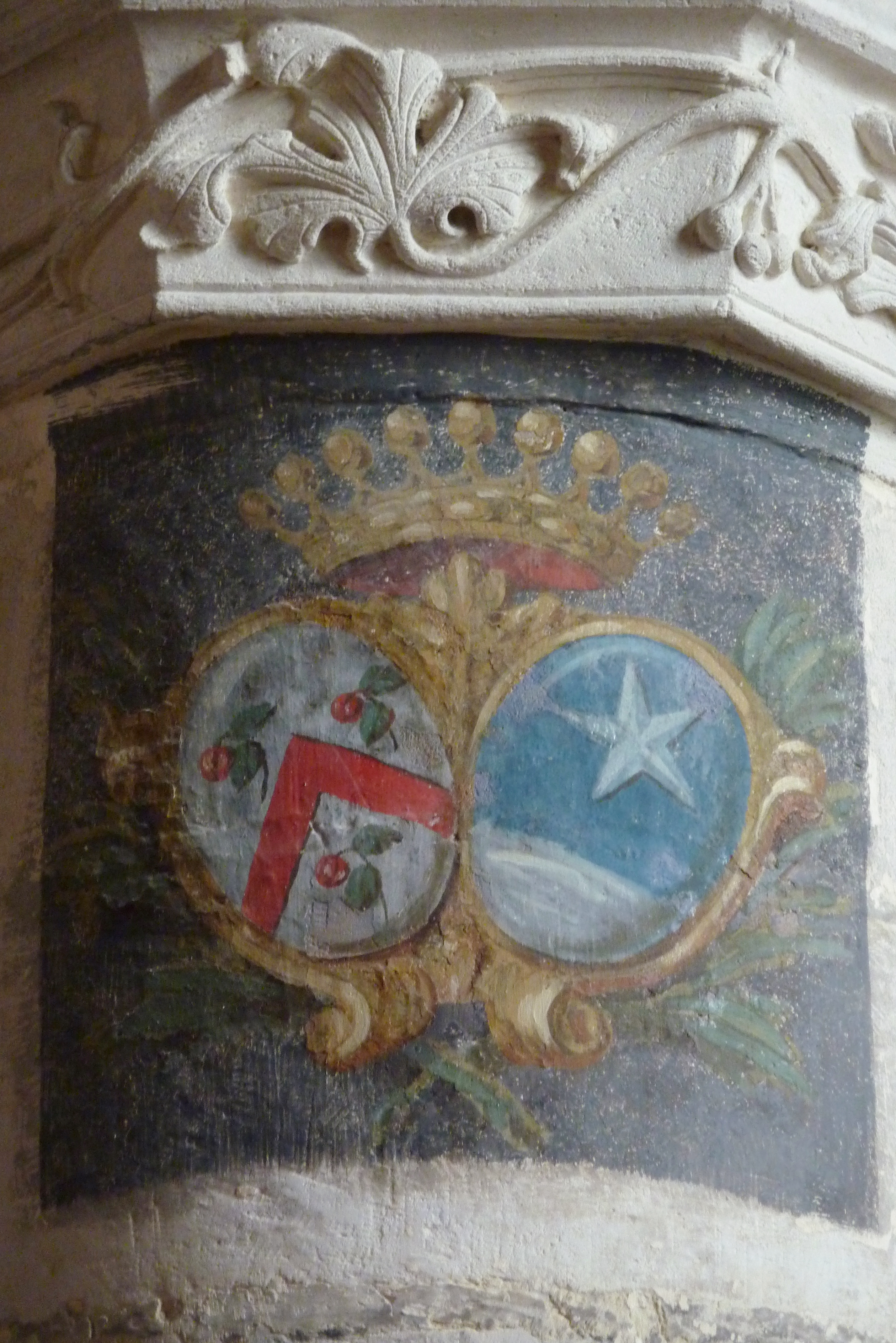
Aufgemaltes Wappen auf einer Säule mit Renaissancedekor

Die Kirche ist dreischiffig und in fünf Joche unterteilt, die im Osten mit einem rechteckigen Chor abschließen. Das fensterlose Mittelschiff wird nur durch die Fenster der Seitenschiffe und die beiden Fenster des Chors und der Westfassade beleuchtet.
Im dritten Joch des Mittelschiffes befindet sich ein aufwändig gestalteter Schlussstein mit einer Länge von 1,75 m. Auf vier Seiten ist er mit Nischen versehen, in denen die Skulpturen der christlichen Tugenden (Glaube, Hoffnung, Liebe) und der Beharrlichkeit eingestellt sind. Auch das nördliche Seitenschiff besitzt ein Gewölbe mit reich skulptierten Schlusssteinen.
Auf den Säulen sind Malereien mit der Darstellung von Heiligen erhalten. Manche Säulen sind mit Trauerbändern (Litre funéraires) und den Wappen adeliger Familien verziert, die nach dem Tod eines Angehörigen auf schwarzem Hintergrund aufgemalt wurden.

## Bleiglasfenster

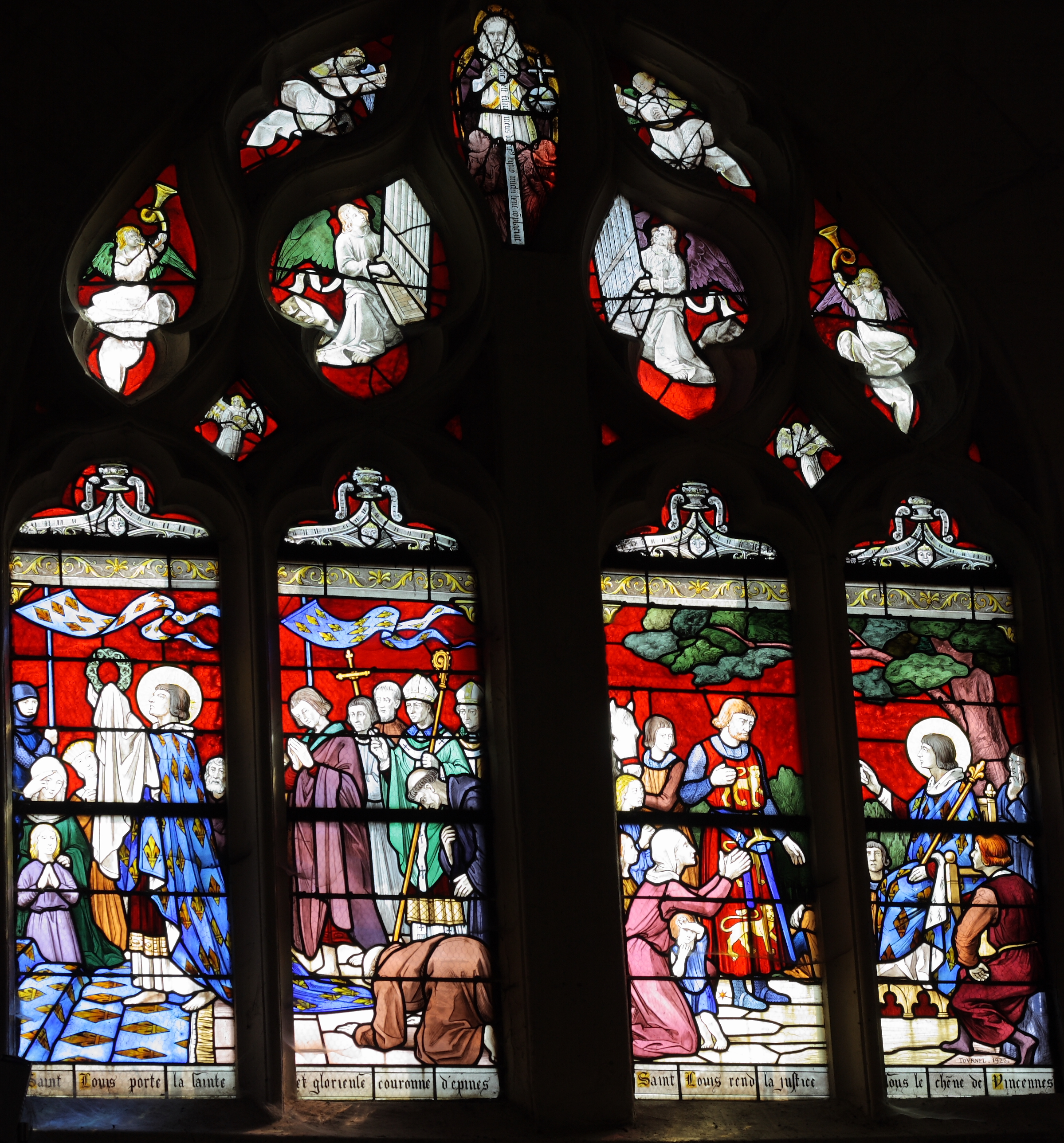
Untere Scheiben von 1925: Ludwig der Heilige; Scheiben des Maßwerks aus dem 16. Jahrhundert: Gottvater und musizierende Engel

Von den Fenstern des 16. Jahrhunderts sind nur die Scheiben eines Maßwerks erhalten, die in das Fenster mit Szenen aus dem Leben Ludwigs des Heiligen eingebaut wurden. Es stellt Gottvater dar, der von musizierenden Engeln umgeben ist.
Das große Chorfenster ist dem Schutzpatron der Kirche, dem heiligen Justinus, gewidmet, der nach der Legende im 4. Jahrhundert von römischen Soldaten in Louvres geköpft wurde. Das Fenster trägt die Jahreszahl 1884. Das gegenüberliegende Fenster (von 1913) über der Orgelempore stellt dar, wie der heilige Justinus von einem Engel Krone und Märtyrerpalme empfängt.
Vier Fenster des nördlichen Seitenschiffes stellen die Evangelisten dar. Sie stammen aus dem 19. Jahrhundert. Die Themen der anderen Fenster vom Anfang des 20. Jahrhunderts sind: Jesus und die Kinder, die Taufe Christi, das Herz Jesu und der heilige Joseph. Die Fenster des südlichen Seitenschiffes sind dem heiligen Mauritius und der heiligen Genoveva gewidmet. Das Fenster über dem Südportal stellt Ludwig den Heiligen in zwei Szenen dar, die in der darunter stehenden Inschrift beschrieben werden: „Saint Louis porte la sainte et glorieuse couronne d’épines. Saint Louis rend la justice sous le chêne de Vincennes“ (Ludwig der Heilige trägt die heilige und glorreiche Dornenkrone. Ludwig der Heilige hält Gericht unter der Eiche von Vincennes). Das Fenster ist signiert: „TOURNEL 1925“.
Auch die weiteren Fenster wurden im frühen 20. Jahrhundert geschaffen. Sie stellen Szenen aus dem Leben des heiligen Rieul, des ersten Bischofs und Schutzpatrons von Senlis, dar. Das Fenster mit der Darstellung der Heiligen Familie wurde wie das Fenster der Himmelfahrt Mariens im Stil des 16. Jahrhunderts ausgeführt. Ein anderes Fenster vereint den heiligen Augustinus und den heiliggesprochenen Kaiser Heinrich II., in deren Mitte die heilige Anna ihre Tochter Maria im Lesen unterweist.

## Ausstattung

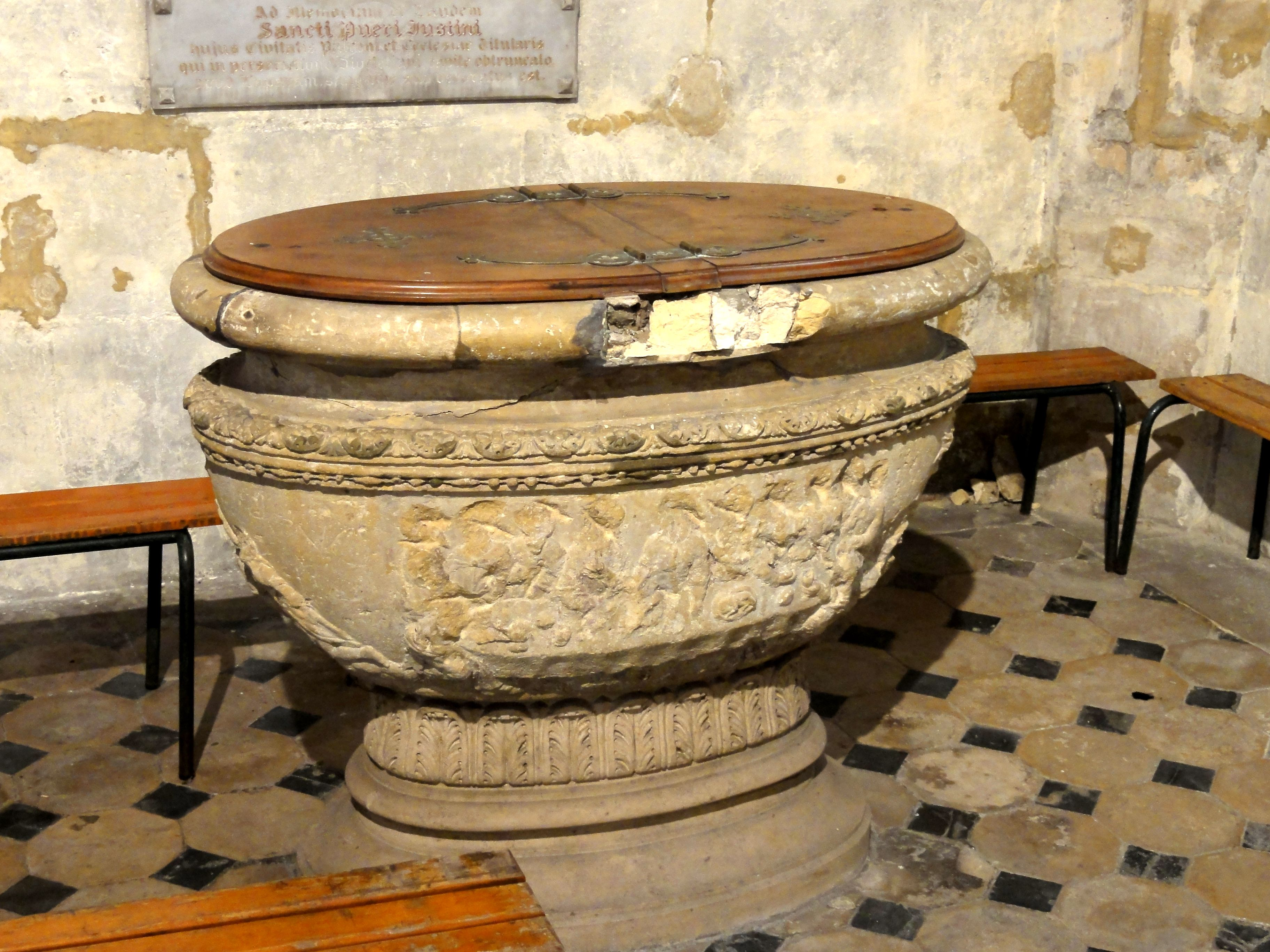
Taufbecken

- In den Fußboden und in den Stufen vor dem Altar sind zahlreiche Grabplatten aus dem 17. und 18. Jahrhundert eingelassen, deren Inschriften und Gravuren bereits stark verblasst sind.
- Das Taufbecken aus dem 16. Jahrhundert ist auf vier Seiten mit Szenen aus dem Leben Christi verziert: Anbetung der Hirten, Taufe Christi, letztes Abendmahl und Auferstehung. Die Szenen wurden vermutlich während der Revolution stark beschädigt.

## Orgel
Die Orgel wurde von dem Orgelbauer Alexis Collet in Malakoff erbaut und 1935 um zwei Register erweitert. Das rein mechanische Instrument hat Register auf zwei Manualen und Pedal.
| I Hauptwerk C–f3 |                      |    |
| 1.               | Bourdon (B)          | 8′ |
| 2.               | Flûte harmonique (D) | 8′ |

| II Recit C–f3 |               |    |
| 3.            | Quintaton (B) | 8′ |
| 4.            | Gambe (D)     | 8′ |

| Pedalwerk C–f1 |                 |        |
| 5.             | Basse (= Nr. 1) | 8′     |
| 6.             | Quinte          | 5 1⁄3′ |